# Ciklonsko odvajanje
Ciklonsko odvajanje ili ciklonska separacija je najrašireniji suhi postupak za otprašivanje (uklanjanje) krutih čestica iz suspenzije. Za razliku od gravitacijskog odvajanja suspendiranih čestica, ciklonski odvajači (separatori) ili cikloni koriste centrifugalnu silu, pa se mogu zvati i centrifugalni odvajači. U ciklonskim odvajačima je moguće postići od 5 puta pa sve do 2 000 puta veće sile nego kod gravitacijskih odvajača. Uglavnom ne mogu ispuniti stroge zahtjeve za traženom kakvoćom (kvalitetom) zraka, pa se koriste za predobradu, a u sljedećim stupnjevima obrade otpadnih plinova se najčešće primjenjuju vrećasti filtri ili elektrostatski taložnici (precipitatori).
Ciklonski odvajači se koriste u procesnoj industriji, npr. za recikliranje i regeneraciju katalizatora u rafinerijama nafte, u postrojenjima prehrambene industrije i drugo. Uobičajena učinkovitost je 90 % ili više za čestice veće od 10 μm, a samo neki postižu učinkovitost od 99 % za čestice veće od 5μm (za čestice velike gustoće). Plin ulazi tangencijalno, dolazi do kružnog kretanja plina i čestica, a zbog rotacije nastaju centrifugalne sile koje nose čestice prema stijenci uređaja i dovode u izlazni dio ciklona u kojem se sakupljaju. Izrađuju se u širokom rasponu dimenzija (od nekoliko centimetara do nekoliko metara promjera) i dolaze u vrlo različitim izvedbama. Uobičajena ulazna brzina plina je od 15 do 30 m/s.

## Prednosti i nedostaci
Prednosti ciklonskog odvajanja su:
- jednostavan rad,
- mali početni (kapitalni) troškovi i troškovi održavanja (nema pokretnih dijelova),
- mogućnost rada pri povišenim temperaturama.

Nedostaci ciklonskog odvajanja su:
- velik pad tlaka (veliki troškovi),
- mala učinkovitost za jako male čestice; nije učinkovit za uklanjanje čestica manje od 5 μm,
- problemi u radu nastaju pri temperaturama većim od 400 ºC.

## Dijelovi ciklonskog odvajača
Dijelovi ciklonskog odvajača su ulazna komora, konusni dio (intenzivno vrtloženje), sabirna komora za prah i izlazna cijev za plin (uronjena u unutrašnjost ciklona). Najčešći omjer svojstvenih promjera su:
dulazne cijevi : duronjene cijevi : dcilindričnog dijela= 1 : 3 : 5

## Multiciklon
Multiciklon sadrži velik broj ciklona (ciklonskih odvajača) manjih dimenzija (promjer od 15 do 60 cm) povezanih paralelno ili serijski. Što je promjer ciklona manji to je veća centrifugalna sila. Tangencijalno strujanje u svakom ciklonu postiže se njihovom posebnom izvedbom u ulaznom dijelu. Postižu se učinkovitosti od 90% za čestice veličina od 5 do 10 μm.

## Hidrociklon
Hidrociklon je vrsta pjeskolova; uređaj koji uzrokuje centrifugalno razdvajanje materija sadržanih u tekućini kojom je napunjen. Te materije mogu biti čvrste čestice, mjehurići plina ili druge nemješljive tekućine. Hidrociklon obavlja razdvajanje čvrste materije u pogonskoj tekućini zbog razlike u veličini i obliku čvrste materije, a u slučaju dviju čvrstih materija u pogonskoj tekućini, one se mogu razdvajati i zbog razlike u gustoći. Hidrociklon je mirujuća cilindrično – konusna naprava, u kojoj se uvođenjem suspenzije pod određenim tlakom, stvara centrifugalno vrtloženje, što je glavni uzrok razdvajanja raspršene otopine u uvjetima centrifugalnog polja. Stupanj iskorištenja razdvajanja raste s povećanjem razrijeđenosti suspenzije na ulazu u hidrociklon, ali i s manjim udjelom čvrstih čestica u suspenziji.

## Primjena

### Usisivači za prašinu
Moderni usisivači za prašinu koriste ciklonsko odvajanje pomoću kojega odvaja prašinu i krupnije čestice, te ih odlaže u poseban spremnik, tako da nije potrebna filter vrećica, što pojednostavljuje čišćenje i održavanje usisivača. 

### Naftna industrija
Ciklonski odvajač se koristi i na naftnim bušotinama za razdvajanje nafte, vode i plina, prvenstveno ako je u nafti velika količina otopljenih plinova. Koristi se za sigurno izdvajanje kapljica većih od 100 μm, a ako su odgovarajuće projektirani njima se mogu ukloniti i čestice veličine 5 μm. Zbog male veličine i mase često se hidrocikloni koriste na platformama. Nedostatak ovih razdvajača (separatora) je to što zahtijevaju točno određenu obradu i brzinu smjese, jer u suprotnom dolazi do smanjenja učinkovitosti uređaja.